# Cezary Urbaniak
Cezary Urbaniak (ur. 19 lutego 1954 w Wieluniu) – polski ekonomista i polityk, poseł na Sejm I kadencji.

## Życiorys
Ukończył w 1981 studia z zakresu ekonomiki rolnictwa w Szkole Głównej Gospodarstwa Wiejskiego. W wyborach w 1991 uzyskał mandat posła na Sejm I kadencji. Został wybrany w okręgu poznańskim z listy Polskiej Partii Przyjaciół Piwa (w Sejmie należał do frakcji Polski Program Gospodarczy, zwanej Duże Piwo, a następnie do klubu Polski Program Liberalny). Zasiadał w Komisji Rolnictwa i Gospodarki Żywnościowej. Nie ubiegał się o reelekcję i wycofał z działalności politycznej. W 2006 jednak kandydował z ramienia Platformy Obywatelskiej do rady miejskiej w Warszawie.